# Torneo Cuadrangular 1957
Het Torneo Cuadrangular 1957 was de zesde editie van deze Uruguayaanse voetbalcompetitie en werd gespeeld van 18 tot en met 26 januari 1958. CA Defensor won het toernooi. Het was hun eerste prijs op het hoogste niveau.

## Teams
Voor het Torneo Cuadrangular mochten de ploegen meedoen die in 1957 in de top-vier van de competitie waren geëindigd. Daardoor ontbrak CA Cerro (vijfde), dat de vorige twee jaar wel mee had gedaan aan het Torneo Cuadrangular. CA Fénix maakte juist hun debuut.
| Club                      | Kwalificatie | Deelnames | Titels               |
| ------------------------- | ------------ | --------- | -------------------- |
| Club Nacional de Football | Kampioen     | 5         | 3 (1952, 1954, 1956) |
| CA Peñarol                | Nummer 2     | 5         |                      |
| CA Defensor               | Nummer 3     | 1         |                      |
| CA Fénix                  | Nummer 4     |           |                      |

## Toernooi-opzet
Het toernooi werd gespeeld in januari 1958. Omdat de ploegen zich via de competitie van 1957 hadden gekwalificeerd heette het Torneo Cuadrangular 1957, hoewel de wedstrijden pas aan het begin van 1958 plaatsvonden. De vier deelnemers speelden een halve competitie tegen elkaar en de ploeg die de meeste punten behaalde werd eindwinnaar. Het toernooi was een Copa de la Liga; een officieel toernooi, georganiseerd door de Uruguayaanse voetbalbond (AUF).

## Toernooiverloop
Titelverdediger en landskampioen Club Nacional de Football verloor hun eerste wedstrijd tegen CA Defensor en CA Peñarol won de dag erna van toernooidebutant CA Fénix. In de tweede speelronde won Defensor ook van Peñarol en slaagde Fénix erin om verrassend van Nacional te winnen. Door deze uitslagen was Defensor de enige ploeg die nog aanspraak kon maken op de titel. Daarvoor moesten ze wel minimaal gelijkspel tegen Fénix, anders zou het toernooi onbeslist eindigen. Op deze slotdag van de competitie slaagde La Viola daar inderdaad in: het werd 1–1 tegen Fénix en dat leverde Defensor hun allereerste prijs op het hoogste niveau op. Nacional redde wel nog de eer door rivaal Peñarol te verslaan.

### Eindstand
|    | Club                      | Sp. | W | G | V | Pnt. | DV | DT | DS |
| -- | ------------------------- | --- | - | - | - | ---- | -- | -- | -- |
| 1. | CA Defensor               | 3   | 2 | 1 | 0 | 5    | 5  | 1  | +4 |
| 2. | CA Fénix                  | 3   | 1 | 1 | 1 | 3    | 4  | 5  | –1 |
| 3. | Club Nacional de Football | 3   | 1 | 0 | 2 | 2    | 4  | 5  | –1 |
| 4. | CA Peñarol                | 3   | 1 | 0 | 2 | 2    | 3  | 5  | –2 |

| Winnaar Torneo Cuadrangular 1957 |
| -------------------------------- |
| CA Defensor 1e titel             |

1952 ·
1953 ·
1954 ·
1955 ·
1956 ·
1957 ·
1958 ·
1959 ·
1960 ·
1961 ·
1962 ·
1963 ·
1964 ·
1965 ·
1966 ·
1967 ·
1968